# Elecciones federales de 2000 en Chihuahua
Las elecciones federales en Chihuahua de 2000 se llevaron a cabo el domingo 2 de julio de 2000, y en ellas se renovaron los siguientes cargos de elección popular:
- Presidente de la República. Jefe de Estado y de Gobierno de México, electo para un periodo de seis años sin posibilidad de reelección. El candidato ganador en el estado y elegido a nivel nacional fue Vicente Fox.
- 4 senadores. Miembros de la cámara alta del Congreso de la Unión. Dos elegidos por mayoría relativa, uno otorgado por el principio de primera minoría y uno más por el principio de representación proporcional.
- 14 diputados federales. Miembros de la cámara baja del Congreso de la Unión. Nueve elegidos por mayoría simple y cinco mediante el principio de representación proporcional a partir de la lista regional por partido correspondiente a la primera circunscripción electoral. Todos ellos electos para un periodo de tres años a partir del 1 de septiembre de 2000 sin posibilidad de reelección para el periodo inmediato.

## Resultados electorales

### Presidente de México
|  | 48.68 % |

|  | 40.86 % |

|  | 6.81 % |

|  | 0.40 % |

|  | 0.28 % |

|  | 1.03 % |

|  | 0.05 % |

|  | 98.11 % |

|  | 1.89 % |

|  | 58.20 % |

|  | 41.80 % |

#### Resultados por municipio
| Municipio                | Fox     | % Fox  | Labastida | % Labastida | Cárdenas | % Cárdenas | Camacho | % Camacho | Muñoz | % Muñoz | Rincón | % Rincón | NR  | % NR  | Nulos | % Nulos | Total   |
| ------------------------ | ------- | ------ | --------- | ----------- | -------- | ---------- | ------- | --------- | ----- | ------- | ------ | -------- | --- | ----- | ----- | ------- | ------- |
| Ahumada                  | 1,659   | 36.32% | 2,460     | 53.85%      | 344      | 7.53%      | 10      | 0.22%     | 14    | 0.31%   | 10     | 0.22%    | 0   | 0.00% | 71    | 1.55%   | 4,568   |
| Aldama                   | 3,237   | 40.13% | 4,099     | 50.81%      | 476      | 5.90%      | 37      | 0.46%     | 11    | 0.14%   | 58     | 0.72%    | 2   | 0.02% | 147   | 1.82%   | 8,067   |
| Allende                  | 1,381   | 36.06% | 2,206     | 57.60%      | 126      | 3.29%      | 12      | 0.31%     | 6     | 0.16%   | 23     | 0.60%    | 0   | 0.00% | 76    | 1.98%   | 3,830   |
| Aquiles Serdán           | 620     | 41.11% | 743       | 49.27%      | 111      | 7.36%      | 3       | 0.20%     | 3     | 0.20%   | 13     | 0.86%    | 0   | 0.00% | 15    | 0.99%   | 1,508   |
| Ascensión                | 3,456   | 45.95% | 3,108     | 41.32%      | 712      | 9.47%      | 31      | 0.41%     | 20    | 0.27%   | 31     | 0.41%    | 1   | 0.01% | 162   | 2.15%   | 7,521   |
| Bachíniva                | 808     | 29.79% | 1,230     | 45.35%      | 593      | 21.87%     | 9       | 0.33%     | 1     | 0.04%   | 11     | 0.41%    | 0   | 0.00% | 60    | 2.21%   | 2,712   |
| Balleza                  | 703     | 16.98% | 3,127     | 75.53%      | 81       | 1.96%      | 10      | 0.24%     | 12    | 0.29%   | 6      | 0.14%    | 0   | 0.00% | 201   | 4.86%   | 4,140   |
| Batopilas                | 291     | 17.68% | 1,103     | 67.01%      | 82       | 4.98%      | 3       | 0.18%     | 3     | 0.18%   | 2      | 0.12%    | 0   | 0.00% | 162   | 9.84%   | 1,646   |
| Bocoyna                  | 1,911   | 23.85% | 4,475     | 55.85%      | 935      | 11.67%     | 27      | 0.34%     | 29    | 0.36%   | 41     | 0.51%    | 291 | 3.63% | 303   | 3.78%   | 8,012   |
| Buenaventura             | 2,615   | 33.28% | 3,802     | 48.38%      | 1,165    | 14.83%     | 37      | 0.47%     | 14    | 0.18%   | 26     | 0.33%    | 0   | 0.00% | 199   | 2.53%   | 7,858   |
| Camargo                  | 9,950   | 50.69% | 7,977     | 40.64%      | 1,189    | 6.06%      | 54      | 0.28%     | 30    | 0.15%   | 200    | 1.02%    | 1   | 0.01% | 227   | 1.16%   | 19,628  |
| Carichí                  | 345     | 14.88% | 1,632     | 70.38%      | 122      | 5.26%      | 13      | 0.56%     | 11    | 0.47%   | 8      | 0.34%    | 0   | 0.00% | 188   | 8.11%   | 2,319   |
| Casas Grandes            | 1,574   | 39.30% | 1,739     | 43.42%      | 509      | 12.71%     | 19      | 0.47%     | 6     | 0.15%   | 20     | 0.50%    | 0   | 0.00% | 138   | 3.45%   | 4,005   |
| Coronado                 | 423     | 44.06% | 487       | 50.73%      | 28       | 2.92%      | 3       | 0.31%     | 1     | 0.10%   | 3      | 0.31%    | 0   | 0.00% | 15    | 1.56%   | 960     |
| Coyame del Sotol         | 310     | 41.67% | 402       | 54.03%      | 6        | 0.81%      | 1       | 0.13%     | 0     | 0.00%   | 1      | 0.13%    | 0   | 0.00% | 24    | 3.23%   | 744     |
| La Cruz                  | 756     | 45.99% | 736       | 44.77%      | 105      | 6.39%      | 8       | 0.49%     | 1     | 0.06%   | 5      | 0.30%    | 0   | 0.00% | 33    | 2.01%   | 1,644   |
| Cuauhtémoc               | 21,479  | 48.85% | 16,649    | 37.86%      | 4,435    | 10.09%     | 184     | 0.42%     | 122   | 0.28%   | 404    | 0.92%    | 13  | 0.03% | 686   | 1.56%   | 43,972  |
| Cusihuiriachi            | 638     | 31.90% | 1,006     | 50.30%      | 231      | 11.55%     | 10      | 0.50%     | 3     | 0.15%   | 3      | 0.15%    | 0   | 0.00% | 109   | 5.45%   | 2,000   |
| Chihuahua                | 157,779 | 54.38% | 107,469   | 37.04%      | 14,472   | 4.99%      | 1,134   | 0.39%     | 889   | 0.31%   | 4,693  | 1.62%    | 89  | 0.03% | 3,616 | 1.25%   | 290,141 |
| Chínipas                 | 326     | 24.29% | 961       | 71.61%      | 14       | 1.04%      | 3       | 0.22%     | 1     | 0.07%   | 0      | 0.00%    | 0   | 0.00% | 37    | 2.76%   | 1,342   |
| Delicias                 | 25,911  | 53.45% | 17,073    | 35.22%      | 3,396    | 7.01%      | 218     | 0.45%     | 234   | 0.48%   | 875    | 1.81%    | 6   | 0.01% | 760   | 1.57%   | 48,473  |
| Dr. Belisario Domínguez  | 466     | 28.68% | 1,065     | 65.54%      | 55       | 3.38%      | 1       | 0.06%     | 0     | 0.00%   | 3      | 0.18%    | 0   | 0.00% | 35    | 2.15%   | 1,625   |
| Galeana                  | 459     | 32.67% | 667       | 47.47%      | 228      | 16.23%     | 5       | 0.36%     | 3     | 0.21%   | 6      | 0.43%    | 0   | 0.00% | 37    | 2.63%   | 1,405   |
| Santa Isabel             | 834     | 47.93% | 796       | 45.75%      | 62       | 3.56%      | 4       | 0.23%     | 3     | 0.17%   | 9      | 0.52%    | 0   | 0.00% | 32    | 1.84%   | 1,740   |
| Gómez Farías             | 1,058   | 31.50% | 1,692     | 50.37%      | 465      | 13.84%     | 16      | 0.48%     | 8     | 0.24%   | 22     | 0.65%    | 0   | 0.00% | 98    | 2.92%   | 3,359   |
| Gran Morelos             | 531     | 29.13% | 1,081     | 59.30%      | 135      | 7.41%      | 3       | 0.16%     | 8     | 0.44%   | 6      | 0.33%    | 2   | 0.11% | 57    | 3.13%   | 1,823   |
| Guachochi                | 1,993   | 20.92% | 6,559     | 68.85%      | 228      | 2.39%      | 41      | 0.43%     | 53    | 0.56%   | 46     | 0.48%    | 0   | 0.00% | 606   | 6.36%   | 9,526   |
| Guadalupe                | 1,447   | 34.48% | 2,031     | 48.39%      | 532      | 12.68%     | 11      | 0.26%     | 9     | 0.21%   | 9      | 0.21%    | 1   | 0.02% | 157   | 3.74%   | 4,197   |
| Guadalupe y Calvo        | 1,470   | 18.99% | 5,096     | 65.82%      | 641      | 8.28%      | 67      | 0.87%     | 39    | 0.50%   | 18     | 0.23%    | 0   | 0.00% | 411   | 5.31%   | 7,742   |
| Guazapares               | 659     | 30.26% | 1,409     | 64.69%      | 29       | 1.33%      | 9       | 0.41%     | 7     | 0.32%   | 2      | 0.09%    | 0   | 0.00% | 63    | 2.89%   | 2,178   |
| Guerrero                 | 4,190   | 29.65% | 7,281     | 51.52%      | 2,069    | 14.64%     | 78      | 0.55%     | 52    | 0.37%   | 97     | 0.69%    | 13  | 0.09% | 353   | 2.50%   | 14,133  |
| Hidalgo del Parral       | 23,789  | 55.47% | 16,032    | 37.38%      | 1,775    | 4.14%      | 110     | 0.26%     | 81    | 0.19%   | 484    | 1.13%    | 5   | 0.01% | 611   | 1.42%   | 42,887  |
| Huejotitán               | 92      | 19.53% | 364       | 77.28%      | 5        | 1.06%      | 0       | 0.00%     | 2     | 0.42%   | 1      | 0.21%    | 0   | 0.00% | 7     | 1.49%   | 471     |
| Ignacio Zaragoza         | 797     | 26.22% | 1,567     | 51.55%      | 561      | 18.45%     | 9       | 0.30%     | 8     | 0.26%   | 9      | 0.30%    | 0   | 0.00% | 89    | 2.93%   | 3,040   |
| Janos                    | 966     | 35.84% | 1,498     | 55.58%      | 149      | 5.53%      | 11      | 0.41%     | 5     | 0.19%   | 9      | 0.33%    | 0   | 0.00% | 57    | 2.12%   | 2,695   |
| Jiménez                  | 6,375   | 41.01% | 7,279     | 46.83%      | 1,344    | 8.65%      | 64      | 0.41%     | 35    | 0.23%   | 202    | 1.30%    | 0   | 0.00% | 246   | 1.58%   | 15,545  |
| Juárez                   | 209,506 | 50.12% | 165,307   | 39.54%      | 28,821   | 6.89%      | 1,786   | 0.43%     | 1,042 | 0.25%   | 3,331  | 0.80%    | 158 | 0.04% | 8,081 | 1.93%   | 418,032 |
| Julimes                  | 1,015   | 44.50% | 1,064     | 46.65%      | 151      | 6.62%      | 3       | 0.13%     | 0     | 0.00%   | 4      | 0.18%    | 1   | 0.04% | 43    | 1.89%   | 2,281   |
| López                    | 617     | 35.40% | 911       | 52.27%      | 148      | 8.49%      | 8       | 0.46%     | 7     | 0.40%   | 9      | 0.52%    | 0   | 0.00% | 43    | 2.47%   | 1,743   |
| Madera                   | 5,329   | 41.84% | 6,104     | 47.92%      | 840      | 6.59%      | 40      | 0.31%     | 45    | 0.35%   | 64     | 0.50%    | 0   | 0.00% | 316   | 2.48%   | 12,738  |
| Maguarichi               | 112     | 20.74% | 385       | 71.30%      | 34       | 6.30%      | 3       | 0.56%     | 1     | 0.19%   | 0      | 0.00%    | 0   | 0.00% | 5     | 0.93%   | 540     |
| Manuel Benavides         | 219     | 30.72% | 377       | 52.88%      | 95       | 13.32%     | 4       | 0.56%     | 3     | 0.42%   | 0      | 0.00%    | 0   | 0.00% | 15    | 2.10%   | 713     |
| Matachí                  | 570     | 44.32% | 575       | 44.71%      | 88       | 6.84%      | 9       | 0.70%     | 5     | 0.39%   | 4      | 0.31%    | 0   | 0.00% | 35    | 2.72%   | 1,286   |
| Matamoros                | 776     | 43.55% | 811       | 45.51%      | 157      | 8.81%      | 2       | 0.11%     | 5     | 0.28%   | 2      | 0.11%    | 0   | 0.00% | 29    | 1.63%   | 1,782   |
| Meoqui                   | 7,774   | 51.31% | 5,372     | 35.46%      | 1,479    | 9.76%      | 50      | 0.33%     | 47    | 0.31%   | 148    | 0.98%    | 1   | 0.01% | 279   | 1.84%   | 15,150  |
| Morelos                  | 508     | 36.05% | 805       | 57.13%      | 15       | 1.06%      | 4       | 0.28%     | 6     | 0.43%   | 1      | 0.07%    | 3   | 0.21% | 67    | 4.76%   | 1,409   |
| Moris                    | 444     | 33.64% | 810       | 61.36%      | 23       | 1.74%      | 3       | 0.23%     | 5     | 0.38%   | 2      | 0.15%    | 0   | 0.00% | 33    | 2.50%   | 1,320   |
| Namiquipa                | 3,883   | 44.35% | 3,184     | 36.36%      | 1,379    | 15.75%     | 36      | 0.41%     | 36    | 0.41%   | 24     | 0.27%    | 2   | 0.02% | 212   | 2.42%   | 8,756   |
| Nonoava                  | 167     | 16.95% | 749       | 76.04%      | 39       | 3.96%      | 3       | 0.30%     | 3     | 0.30%   | 3      | 0.30%    | 0   | 0.00% | 21    | 2.13%   | 985     |
| Nuevo Casas Grandes      | 12,051  | 49.45% | 8,455     | 34.70%      | 2,779    | 11.40%     | 75      | 0.31%     | 88    | 0.36%   | 210    | 0.86%    | 1   | 0.00% | 709   | 2.91%   | 24,368  |
| Ocampo                   | 647     | 30.46% | 1,293     | 60.88%      | 94       | 4.43%      | 17      | 0.80%     | 7     | 0.33%   | 2      | 0.09%    | 11  | 0.52% | 53    | 2.50%   | 2,124   |
| Ojinaga                  | 5,629   | 54.03% | 4,146     | 39.79%      | 376      | 3.61%      | 23      | 0.22%     | 12    | 0.12%   | 61     | 0.59%    | 0   | 0.00% | 172   | 1.65%   | 10,419  |
| Praxedis G. Guerrero     | 1,373   | 35.89% | 1,885     | 49.27%      | 429      | 11.21%     | 12      | 0.31%     | 7     | 0.18%   | 6      | 0.16%    | 0   | 0.00% | 114   | 2.98%   | 3,826   |
| Riva Palacio             | 418     | 34.55% | 687       | 56.78%      | 70       | 5.79%      | 6       | 0.50%     | 0     | 0.00%   | 6      | 0.50%    | 0   | 0.00% | 23    | 1.90%   | 1,210   |
| Rosales                  | 2,918   | 48.10% | 2,417     | 39.84%      | 490      | 8.08%      | 29      | 0.48%     | 23    | 0.38%   | 48     | 0.79%    | 0   | 0.00% | 142   | 2.34%   | 6,067   |
| Rosario                  | 113     | 16.14% | 524       | 74.86%      | 51       | 7.29%      | 3       | 0.43%     | 1     | 0.14%   | 1      | 0.14%    | 0   | 0.00% | 7     | 1.00%   | 700     |
| San Francisco de Borja   | 537     | 47.31% | 562       | 49.52%      | 15       | 1.32%      | 4       | 0.35%     | 2     | 0.18%   | 3      | 0.26%    | 0   | 0.00% | 12    | 1.06%   | 1,135   |
| San Francisco de Conchos | 578     | 42.88% | 529       | 39.24%      | 211      | 15.65%     | 1       | 0.07%     | 2     | 0.15%   | 7      | 0.52%    | 0   | 0.00% | 20    | 1.48%   | 1,348   |
| San Francisco del Oro    | 1,007   | 39.35% | 1,304     | 50.96%      | 172      | 6.72%      | 8       | 0.31%     | 4     | 0.16%   | 22     | 0.86%    | 0   | 0.00% | 42    | 1.64%   | 2,559   |
| Santa Bárbara            | 2,180   | 44.25% | 2,237     | 45.41%      | 262      | 5.32%      | 8       | 0.16%     | 8     | 0.16%   | 99     | 2.01%    | 0   | 0.00% | 132   | 2.68%   | 4,926   |
| Satevó                   | 762     | 37.26% | 1,159     | 56.67%      | 60       | 2.93%      | 6       | 0.29%     | 6     | 0.29%   | 8      | 0.39%    | 0   | 0.00% | 44    | 2.15%   | 2,045   |
| Saucillo                 | 6,295   | 49.93% | 5,195     | 41.21%      | 649      | 5.15%      | 49      | 0.39%     | 36    | 0.29%   | 113    | 0.90%    | 7   | 0.06% | 263   | 2.09%   | 12,607  |
| Temósachic               | 776     | 32.32% | 1,352     | 56.31%      | 160      | 6.66%      | 11      | 0.46%     | 7     | 0.29%   | 11     | 0.46%    | 0   | 0.00% | 84    | 3.50%   | 2,401   |
| El Tule                  | 182     | 23.54% | 550       | 71.15%      | 18       | 2.33%      | 3       | 0.39%     | 1     | 0.13%   | 2      | 0.26%    | 0   | 0.00% | 17    | 2.20%   | 773     |
| Urique                   | 630     | 17.96% | 2,601     | 74.17%      | 88       | 2.51%      | 12      | 0.34%     | 21    | 0.60%   | 12     | 0.34%    | 0   | 0.00% | 143   | 4.08%   | 3,507   |
| Uruachi                  | 390     | 21.67% | 1,154     | 64.11%      | 162      | 9.00%      | 9       | 0.50%     | 7     | 0.39%   | 5      | 0.28%    | 1   | 0.06% | 72    | 4.00%   | 1,800   |
| Valle de Zaragoza        | 473     | 22.60% | 1,526     | 72.91%      | 45       | 2.15%      | 5       | 0.24%     | 5     | 0.24%   | 5      | 0.24%    | 0   | 0.00% | 34    | 1.62%   | 2,093   |

### Senadores por Chihuahua

#### Senadores electos
| Candidato             | Partido | Tipo de elección            |
| --------------------- | ------- | --------------------------- |
| Javier Corral Jurado  |         | Primera fórmula             |
| Jeffrey Jones Jones   |         | Segunda fórmula             |
| Jorge Doroteo Zapata  |         | Primera minoría             |
| César Jáuregui Robles |         | Representación proporcional |

#### Resultados

Resultados por municipio en la elección a senador por Chihuahua:
Partido Acción Nacional
Partido Revolucionario Institucional

Distribución de los distritos federales de Chihuahua por partido político:
Partido Acción Nacional
Partido Revolucionario Institucional

|  | 48.23 % |

|  | 40.49 % |

|  | 6.93 % |

|  | 0.70 % |

|  | 0.44 % |

|  | 1.07 % |

|  | 0.03 % |

|  | 97.88 % |

|  | 2.12 % |

|  | 57.84 % |

|  | 42.16 % |

### Diputados federales por Chihuahua

#### Diputados electos
| Candidato                       | Partido | Distrito   | Tipo de elección            |
| ------------------------------- | ------- | ---------- | --------------------------- |
| Hortencia Enríquez Ortega       |         | Distrito 1 | Mayoría relativa            |
| David Rodríguez Torres          |         | Distrito 2 | Mayoría relativa            |
| Carlos Borunda Zaragoza         |         | Distrito 3 | Mayoría relativa            |
| Gregorio Arturo Meza de la Rosa |         | Distrito 4 | Mayoría relativa            |
| César Reyes Roel                |         | Distrito 5 | Mayoría relativa            |
| Hugo Gutiérrez Dávila           |         | Distrito 6 | Mayoría relativa            |
| Jorge Esteban Sandoval          |         | Distrito 7 | Mayoría relativa            |
| José Mario Rodríguez Álvarez    |         | Distrito 8 | Mayoría relativa            |
| Manuel Payán Novoa              |         | Distrito 9 | Mayoría relativa            |
| María Eugenia Galván Antillón   |         | N/A        | Representación proporcional |
| Francisco Jurado Contreras      |         | N/A        | Representación proporcional |
| Josefina Vázquez Mota           |         | N/A        | Representación proporcional |
| César Duarte Jáquez             |         | N/A        | Representación proporcional |
| Hortensia Aragón Castillo       |         | N/A        | Representación proporcional |

#### Resultados
|  | 47.07 % |

|  | 41.23 % |

|  | 7.43 % |

|  | 0.65 % |

|  | 0.44 % |

|  | 1.02 % |

|  | 2.16 % |

|  | 100.00 % |

##### Distrito 1: Nuevo Casas Grandes
|  | 39.60 % |

|  | 43.84 % |

|  | 12.30 % |

|  | 0.46 % |

|  | 0.43 % |

|  | 0.35 % |

|  | 0.40 % |

|  | 97.37 % |

|  | 2.63 % |

|  | 57.46 % |

|  | 42.54 % |

##### Distrito 2: Ciudad Juárez
|  | 50.23 % |

|  | 40.08 % |

|  | 5.19 % |

|  | 0.72 % |

|  | 0.39 % |

|  | 1.07 % |

|  | 0.02 % |

|  | 97.70 % |

|  | 2.30 % |

|  | 53.74 % |

|  | 46.26 % |

##### Distrito 3: Ciudad Juárez
|  | 52.47 % |

|  | 37.26 % |

|  | 6.67 % |

|  | 0.66 % |

|  | 0.36 % |

|  | 0.96 % |

|  | 0.01 % |

|  | 98.39 % |

|  | 1.61 % |

|  | 58.02 % |

|  | 41.98 % |

##### Distrito 4: Ciudad Juárez
|  | 45.44 % |

|  | 42.39 % |

|  | 7.79 % |

|  | 0.64 % |

|  | 0.34 % |

|  | 0.87 % |

|  | 0.05 % |

|  | 97.52 % |

|  | 2.48 % |

|  | 53.61 % |

|  | 46.39 % |

##### Distrito 5: Delicias
|  | 48.33 % |

|  | 40.24 % |

|  | 7.69 % |

|  | 0.46 % |

|  | 0.43 % |

|  | 0.86 % |

|  | 0.01 % |

|  | 98.03 % |

|  | 1.97 % |

|  | 59.15 % |

|  | 40.85 % |

##### Distrito 6: Chihuahua
|  | 52.35 % |

|  | 34.45 % |

|  | 8.85 % |

|  | 0.78 % |

|  | 0.49 % |

|  | 1.75 % |

|  | 0.02 % |

|  | 98.68 % |

|  | 1.32 % |

|  | 66.37 % |

|  | 33.63 % |

##### Distrito 7: Cuauhtémoc
|  | 35.50 % |

|  | 49.97 % |

|  | 9.91 % |

|  | 0.67 % |

|  | 0.47 % |

|  | 0.57 % |

|  | 0.03 % |

|  | 97.11 % |

|  | 2.89 % |

|  | 51.73 % |

|  | 48.27 % |

##### Distrito 8: Chihuahua
|  | 49.70 % |

|  | 40.42 % |

|  | 5.12 % |

|  | 0.90 % |

|  | 0.74 % |

|  | 1.46 % |

|  | 0.03 % |

|  | 98.37 % |

|  | 1.63 % |

|  | 63.72 % |

|  | 36.28 % |

##### Distrito 9: Hidalgo del Parral
|  | 41.70 % |

|  | 49.24 % |

|  | 4.57 % |

|  | 0.43 % |

|  | 0.33 % |

|  | 0.80 % |

|  | 0.02 % |

|  | 97.10 % |

|  | 2.90 % |

|  | 55.28 % |

|  | 44.72 % |